# Рейна, Паоло (футболист)
Паоло Алессандро Рейна Леа (исп. Paolo Alessandro Reyna Lea; род. 13 октября 2001, Такна) — перуанский футболист, защитник клуба «Мельгар».

## Клубная карьера
Рейна начал профессиональную карьеру выступая за клуб «Мельгар». 23 февраля 2019 года в матче против «Аякучо» он дебютировал за основной состав в перуанской Примере. 26 сентября 2021 года в поединке против «Спорт Бойз» Паоло забил свой первый гол за «Мельгар».